# Queen's Club Championships 2013 - Qualificazioni singolare
Le qualificazioni del singolare ai Queen's Club Championships 2013 sono state un torneo di tennis preliminare per accedere alla fase finale della manifestazione. I vincitori dell'ultimo turno sono entrati di diritto nel tabellone principale. In caso di ritiro di uno o più giocatori aventi diritto a questi sono subentrati i lucky loser, ossia i giocatori che hanno perso nell'ultimo turno ma che avevano una classifica più alta rispetto agli altri partecipanti che avevano comunque perso nel turno finale.

## Teste di serie
Le prime sei teste di serie hanno ricevuto un bye per il secondo turno.
1. Feliciano López (qualificato)
2. James Duckworth (secondo turno)
3. Matthew Barton (secondo turno)
4. Matt Reid (secondo turno)

1. Samuel Groth (qualificato)
2. Amir Weintraub (secondo turno)
3. John-Patrick Smith (secondo turno)
4. James McGee (secondo turno)

### Qualificati
1. Feliciano López
2. Jamie Baker

1. Samuel Groth
2. Ilija Bozoljac

### Lucky losers
1. Frederik Nielsen

## Tabellone qualificazioni

### Sezione 1
|  | Primo turno      | Primo turno      | Primo turno      | Primo turno | Primo turno |  |  | Secondo turno | Secondo turno    | Secondo turno   | Secondo turno    | Secondo turno |   |   | Ultimo turno | Ultimo turno    | Ultimo turno | Ultimo turno | Ultimo turno |  |
|  |                  |                  |                  |             |             |  |  |               |                  |                 |                  |               |   |   |              |                 |              |              |              |  |
|  |                  |                  |                  |             |             |  |  |               |                  |                 |                  |               |   |   |              |                 |              |              |              |  |
|  |                  |                  |                  |             |             |  |  | 1             | Feliciano López  | Feliciano López | 6                | 7             |   |   |              |                 |              |              |              |  |
|  | Miles Bugby      | Miles Bugby      | 3                | 6           | 3           |  |  |               | Frank Moser      | Frank Moser     | 2                | 5             |   |   |              |                 |              |              |              |  |
|  | Frank Moser      | Frank Moser      | 6                | 4           | 6           |  |  |               |                  |                 |                  |               |   |   | 1            | Feliciano López | 4            | 6            | 6            |  |
|  | Frederik Nielsen | Frederik Nielsen | Frederik Nielsen | 6           | 6           |  |  |               |                  |                 | Frederik Nielsen | 6             | 3 | 4 |              |                 |              |              |              |  |
|  | Fabrice Martin   | Fabrice Martin   | Fabrice Martin   | 4           | 1           |  |  |               | Frederik Nielsen | 6               | 4                | 6             |   |   |              |                 |              |              |              |  |
|  |                  | Piotr Gadomski   | 1                | 7           | 1           |  |  | 8             | James McGee      | 4               | 6                | 1             |   |   |              |                 |              |              |              |  |
|  | 8                | James McGee      | 6                | 5           | 6           |  |  |               |                  |                 |                  |               |   |   |              |                 |              |              |              |  |

### Sezione 2
|  | Primo turno      | Primo turno      | Primo turno      | Primo turno | Primo turno |  |  | Secondo turno | Secondo turno   | Secondo turno   | Secondo turno | Secondo turno |   |   | Ultimo turno | Ultimo turno | Ultimo turno | Ultimo turno | Ultimo turno |  |
|  |                  |                  |                  |             |             |  |  |               |                 |                 |               |               |   |   |              |              |              |              |              |  |
|  |                  |                  |                  |             |             |  |  |               |                 |                 |               |               |   |   |              |              |              |              |              |  |
|  |                  |                  |                  |             |             |  |  | 2             | James Duckworth | James Duckworth | 65            | 4             |   |   |              |              |              |              |              |  |
|  | Prakash Amritraj | Prakash Amritraj | Prakash Amritraj | 3           | 4           |  |  |               | Jamie Baker     | Jamie Baker     | 7             | 6             |   |   |              |              |              |              |              |  |
|  | Jamie Baker      | Jamie Baker      | Jamie Baker      | 6           | 6           |  |  |               |                 |                 |               |               |   |   | Jamie Baker  | Jamie Baker  | Jamie Baker  | 6            | 6            |  |
|  | Marcelo Melo     | Marcelo Melo     | 2                | 6           | 7           |  |  |               |                 | Marcelo Melo    | Marcelo Melo  | Marcelo Melo  | 2 | 2 |              |              |              |              |              |  |
|  | Alex Bogdanović  | Alex Bogdanović  | 6                | 3           | 65          |  |  |               | Marcelo Melo    | Marcelo Melo    | 6             | 6             |   |   |              |              |              |              |              |  |
|  |                  |                  |                  |             |             |  |  | 6             | Amir Weintraub  | Amir Weintraub  | 3             | 2             |   |   |              |              |              |              |              |  |
|  |                  |                  |                  |             |             |  |  |               |                 |                 |               |               |   |   |              |              |              |              |              |  |

### Sezione 3
|  | Primo turno              | Primo turno              | Primo turno              | Primo turno | Primo turno |  |  | Secondo turno | Secondo turno  | Secondo turno  | Secondo turno | Secondo turno |   |   | Ultimo turno | Ultimo turno   | Ultimo turno   | Ultimo turno | Ultimo turno |  |
|  |                          |                          |                          |             |             |  |  |               |                |                |               |               |   |   |              |                |                |              |              |  |
|  |                          |                          |                          |             |             |  |  |               |                |                |               |               |   |   |              |                |                |              |              |  |
|  |                          |                          |                          |             |             |  |  | 3             | Matthew Barton | Matthew Barton | 2             | 63            |   |   |              |                |                |              |              |  |
|  | Nenad Zimonjić           | Nenad Zimonjić           | Nenad Zimonjić           | 6           | 6           |  |  |               | Nenad Zimonjić | Nenad Zimonjić | 6             | 7             |   |   |              |                |                |              |              |  |
|  | Adam Thornton-Brown      | Adam Thornton-Brown      | Adam Thornton-Brown      | 1           | 3           |  |  |               |                |                |               |               |   |   |              | Nenad Zimonjić | Nenad Zimonjić | 3            | 4            |  |
|  | Josh Goodall             | Josh Goodall             | Josh Goodall             | 7           | 7           |  |  |               |                | 5              | Samuel Groth  | Samuel Groth  | 6 | 6 |              |                |                |              |              |  |
|  | Stefan Sterland-Markovic | Stefan Sterland-Markovic | Stefan Sterland-Markovic | 65          | 5           |  |  |               | Josh Goodall   | 7              | 4             | 2             |   |   |              |                |                |              |              |  |
|  |                          |                          |                          |             |             |  |  | 5             | Samuel Groth   | 67             | 6             | 6             |   |   |              |                |                |              |              |  |
|  |                          |                          |                          |             |             |  |  |               |                |                |               |               |   |   |              |                |                |              |              |  |

### Sezione 4
|  | Primo turno    | Primo turno        | Primo turno        | Primo turno | Primo turno |  |  | Secondo turno | Secondo turno      | Secondo turno      | Secondo turno | Secondo turno |   |   | Ultimo turno   | Ultimo turno   | Ultimo turno   | Ultimo turno | Ultimo turno |  |
|  |                |                    |                    |             |             |  |  |               |                    |                    |               |               |   |   |                |                |                |              |              |  |
|  |                |                    |                    |             |             |  |  |               |                    |                    |               |               |   |   |                |                |                |              |              |  |
|  |                |                    |                    |             |             |  |  | 4             | Matt Reid          | Matt Reid          | 5             | 4             |   |   |                |                |                |              |              |  |
|  | Ilija Bozoljac | Ilija Bozoljac     | Ilija Bozoljac     | 6           | 6           |  |  |               | Ilija Bozoljac     | Ilija Bozoljac     | 7             | 6             |   |   |                |                |                |              |              |  |
|  | Cameron Norrie | Cameron Norrie     | Cameron Norrie     | 4           | 3           |  |  |               |                    |                    |               |               |   |   | Ilija Bozoljac | Ilija Bozoljac | Ilija Bozoljac | 6            | 6            |  |
|  | Rohan Bopanna  | Rohan Bopanna      | Rohan Bopanna      | 7           | 6           |  |  |               |                    | Rohan Bopanna      | Rohan Bopanna | Rohan Bopanna | 1 | 1 |                |                |                |              |              |  |
|  | Robert Carter  | Robert Carter      | Robert Carter      | 5           | 0           |  |  |               | Rohan Bopanna      | Rohan Bopanna      | 6             | 7             |   |   |                |                |                |              |              |  |
|  |                | James Ireland      | James Ireland      | 2           | 69          |  |  | 7             | John-Patrick Smith | John-Patrick Smith | 3             | 5             |   |   |                |                |                |              |              |  |
|  | 7              | John-Patrick Smith | John-Patrick Smith | 6           | 7           |  |  |               |                    |                    |               |               |   |   |                |                |                |              |              |  |